# Vena vorticosa

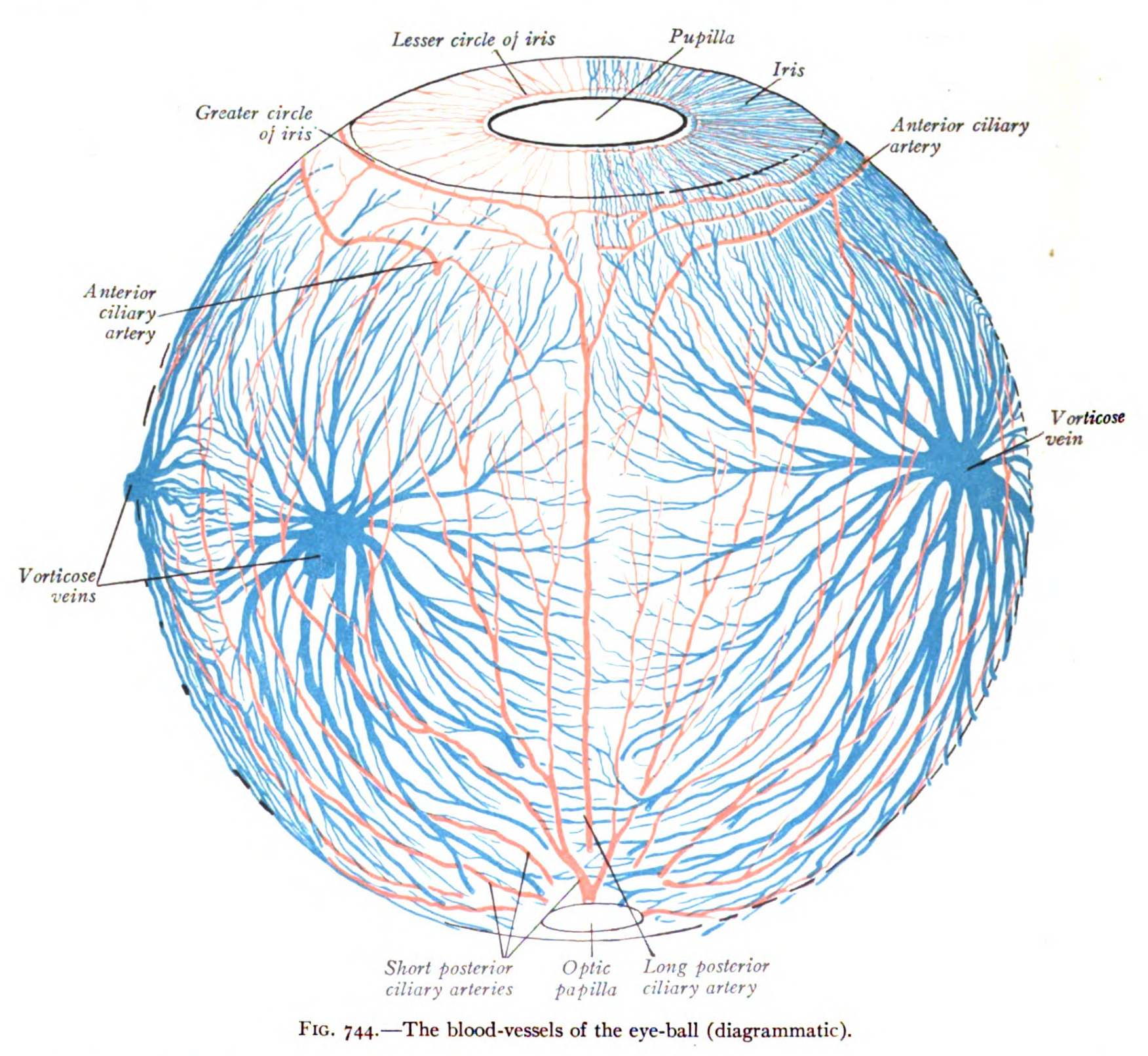
Vasos sanguíneos del ojo

Las venas vorticosas son un conjuntos de venas situadas en el ojo. Se originan en la coroides y desaguan en las venas oftálmicas superior e inferior. En el hombre suelen existir 4 venas vorticosas en cada ojo, las dos superiores se unen formando la vena oftálmica superior, y las 2 inferiores la vena oftálmica inferior.